# Pilar Abella
 (juin 2025).
Si vous disposez d'ouvrages ou d'articles de référence ou si vous connaissez des sites web de qualité traitant du thème abordé ici, merci de compléter l'article en donnant les références utiles à sa vérifiabilité et en les liant à la section « Notes et références ».
Pilar Abella, née en 1980 à Lugo en Galice, est une actrice espagnole.
Elle a joué dans des séries télévisées autant que dans des productions cinématographiques internationales.
À partir de 2007, elle joue le rôle de Katia Martelli, l'experte scientifique de la police romaine, dans la version italienne de la série télévisée germano-autrichienne Rex, chien flic.(saison 11)  Elle interprète plusieurs chansons dans la série. 
Elle continue la série après le départ de  Kaspar Capparoni et Fabio Ferri qui jouaient respectivement le Commissaire Principal Lorenzo Fabbri et l'inspecteur Giandomenico Morini. Elle y reste jusqu'à la fin de la saison 16. 

## Filmographie (sélection)
- 1999 : La Prima Volta
- 2005 : Zinedine Zidane
- 2007 : Teresa
- 2007 : el Cuerpo de Cristo
- 2007 : Café solo o con ellas
- 2007 : Ellas
- 2007 : Guerre et Paix : Mademoiselle Bourienne
- 2008 : Falco – Verdammt, wir leben noch !
- 2008–2013: Rex, chien flic (72 épisodes)
- 2010 : Diego maradonna
- 2010 : Il figlio più piccolo de Pupi Avati

## Vie privée
Pilar Abella est mariée avec Niccolò Saraca.